# Tam Cốc-Bích Động
Tam Cốc-Bích Động es un popular destino turístico cerca de la ciudad de Ninh Binh en el norte de Vietnam.
Las Tam Coc (que quiere decir "tres cuevas") está a tres horas en lancha por el río Ngo Dong, a partir de la aldea de Van Lam y pasando a través de un pintoresco paisaje dominado por campos de arroz y las torres cársticas. La ruta incluye tres cuevas naturales (Hang Ca, Hang Hai, y Hang Ba), la mayor posee 125m de largo, con su techo a unos 2 metros de altura sobre el agua. Los barcos suelen ser remados por una o dos mujeres de la localidad que también venden productos bordados.

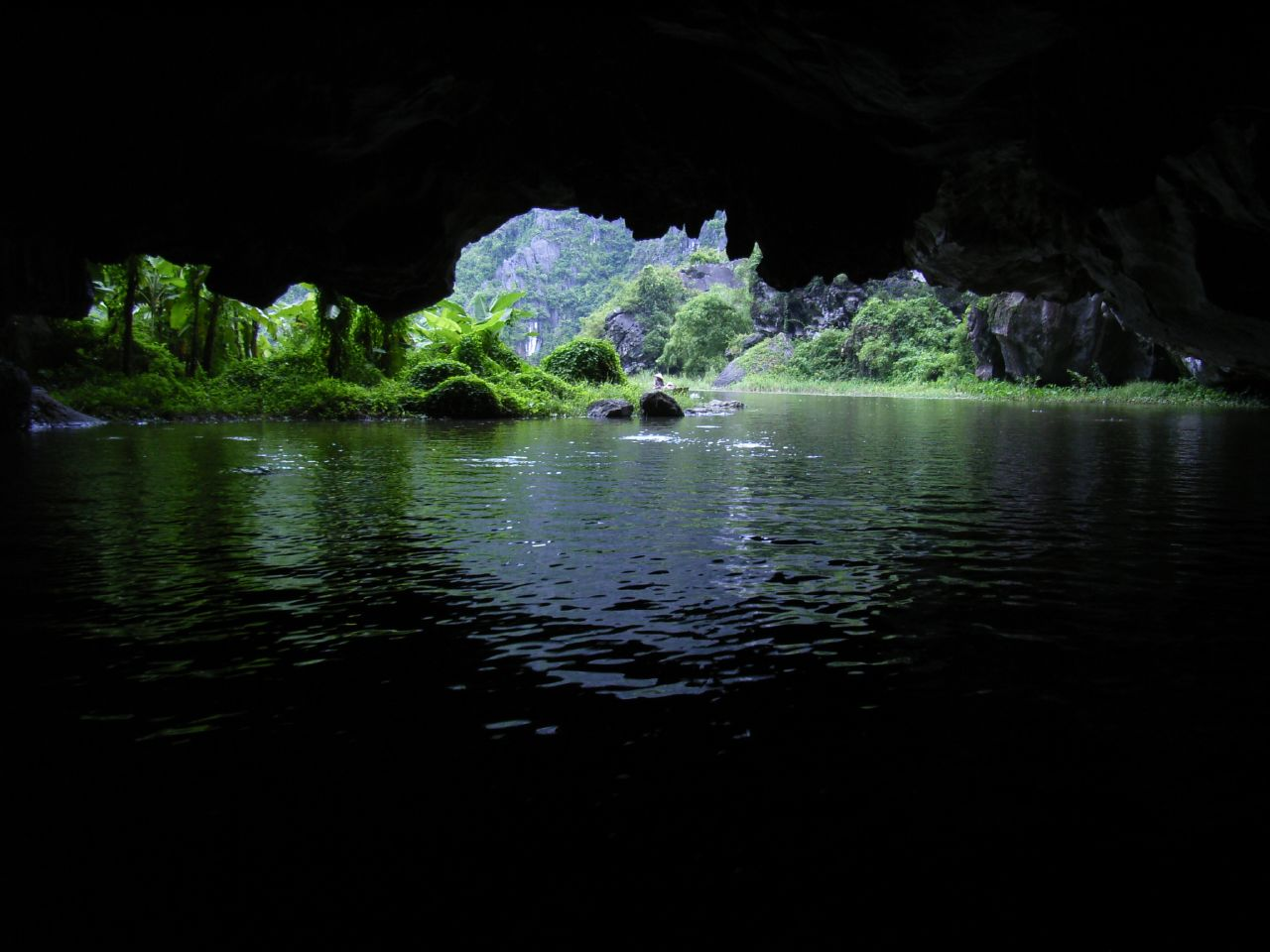
Interior de las cuevas.
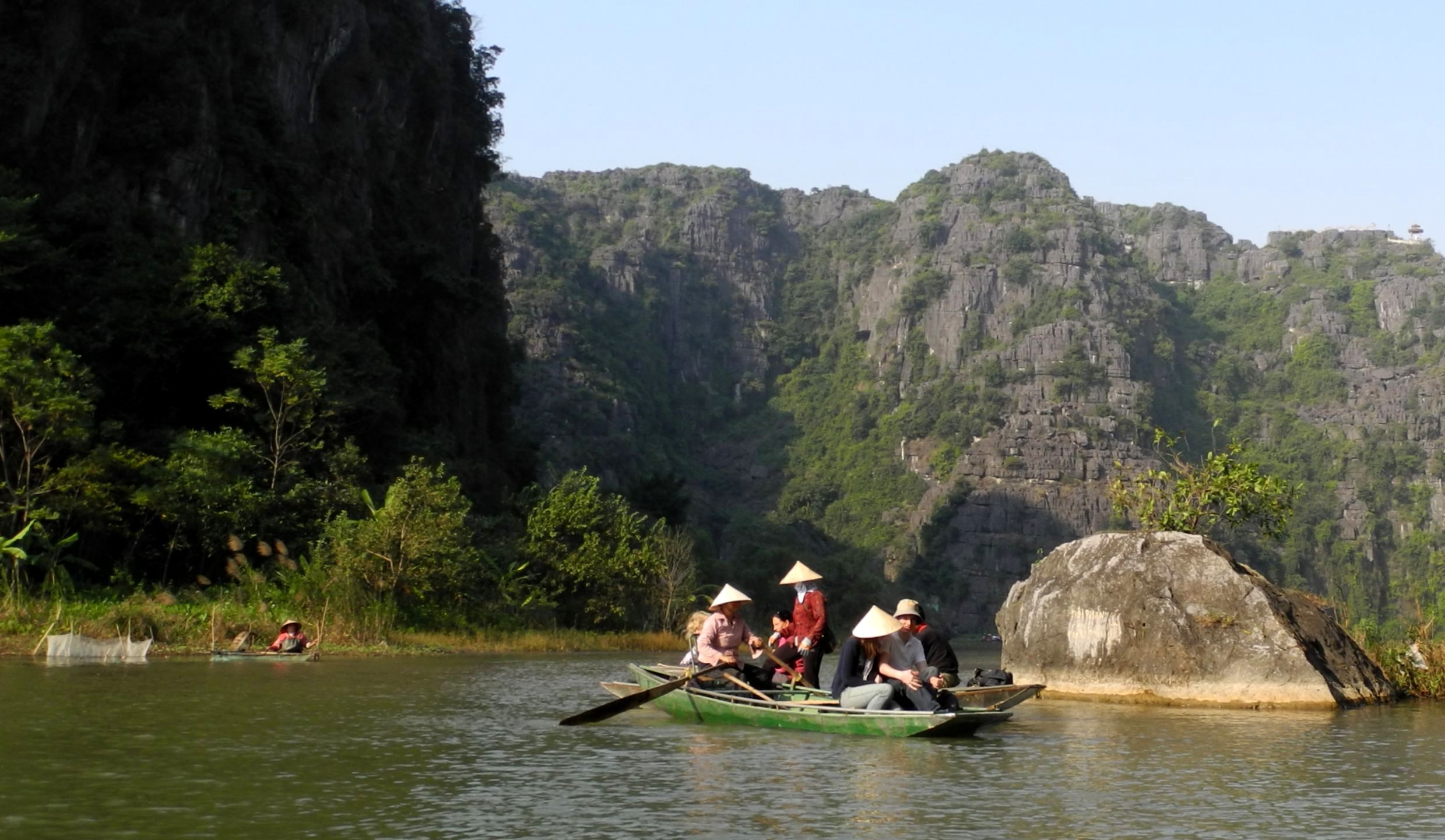
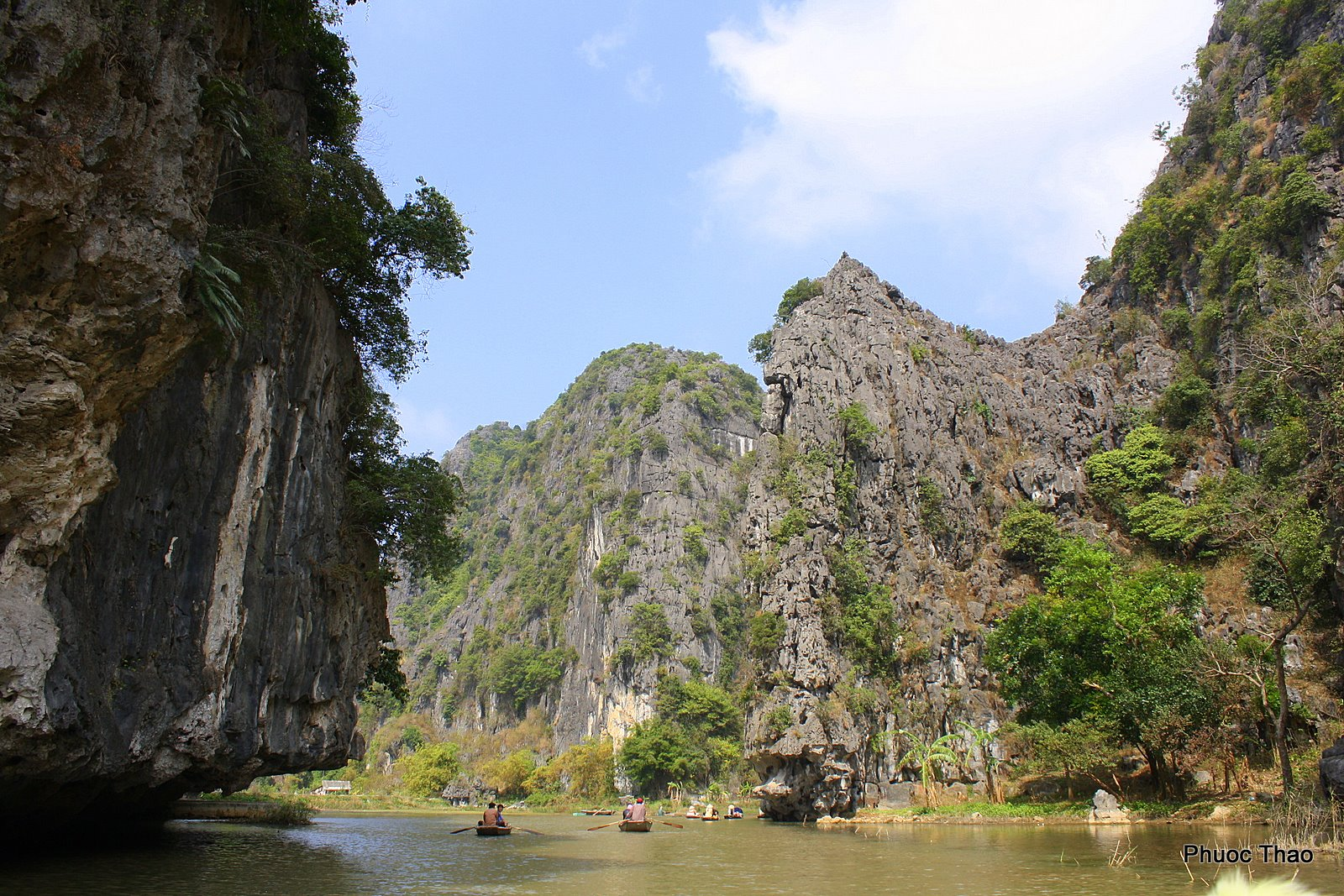
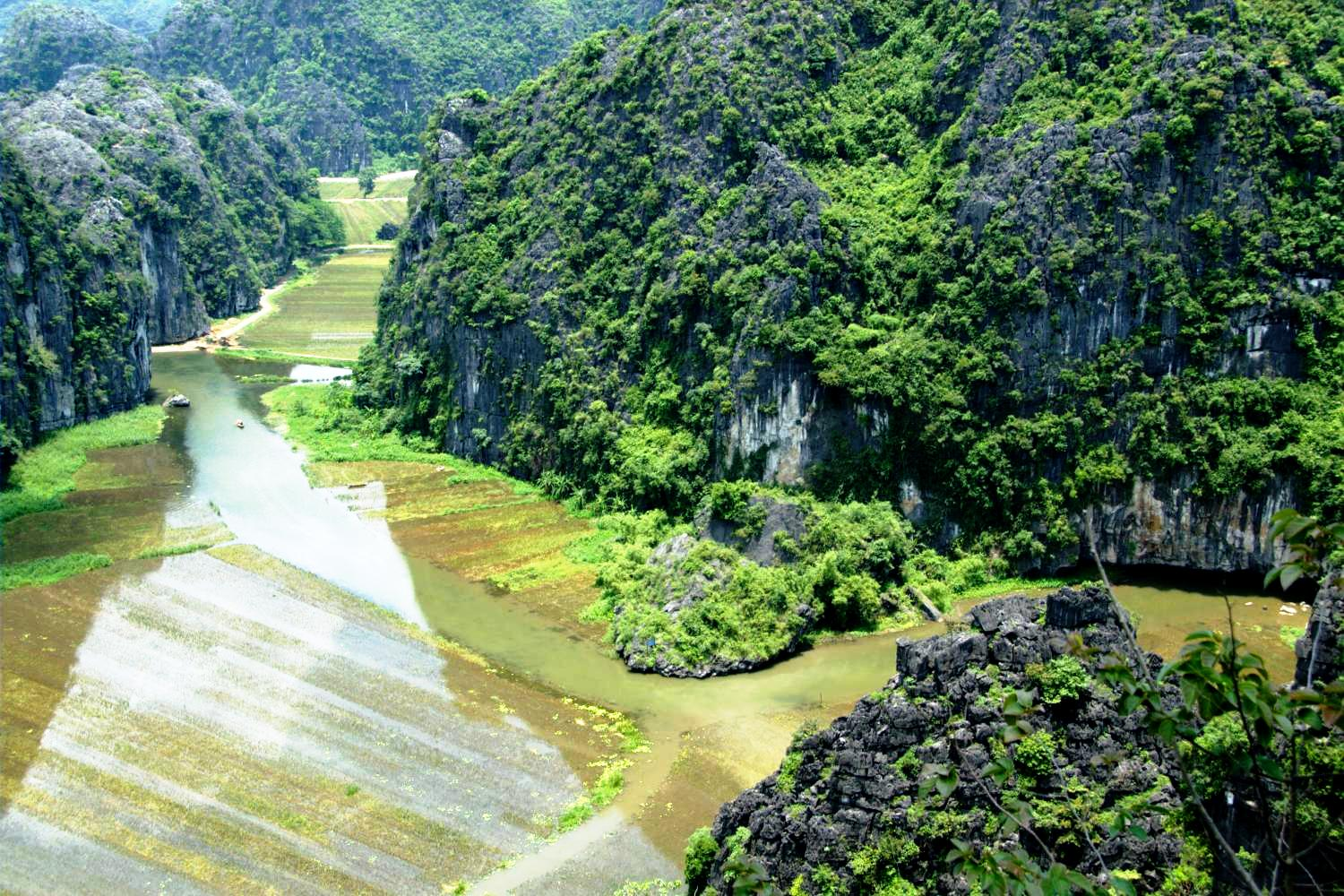
Vista aérea.

## Atracciones principales

### Tam Coc
Las tres cuevas de Tam Coc, conocidas como Hang Cả, Hang Hai y Hang Ba, son atravesadas por el río Ngô Đồng, lo que ofrece a los visitantes una experiencia única al navegar en bote. Cada cueva tiene características distintivas, como formaciones rocosas impresionantes y pasajes estrechos, lo que hace que el recorrido sea aún más fascinante.
El viaje en bote por el río permite disfrutar de un paisaje espectacular, donde los campos de arroz y las formaciones kársticas sobresalen, creando un entorno natural pintoresco. Estos paisajes, combinados con las tranquilas aguas del río, hacen que la experiencia sea inolvidable.

### Bich Dong
Bich Dong alberga un complejo de templos construidos en el siglo XV, compuesto por tres pagodas: Hạ, Trung y Thượng. Estas pagodas están situadas en la montaña Ngũ Nhạc y son un importante sitio histórico y arquitectónico. Cada una de ellas tiene un diseño único que refleja la arquitectura tradicional vietnamita y la devoción religiosa de la época.
Desde el pico de la montaña Ngũ Nhạc, los visitantes pueden disfrutar de una vista panorámica impresionante del paisaje circundante, con vistas a los campos de arroz, ríos y las formaciones rocosas de la región. Esta vista ofrece una perspectiva única de la belleza natural de la zona.

## Datos prácticos para los visitantes

### Mejor época para visitar
La mejor época para visitar Tam Cốc Bích Động es durante los meses de primavera y principios de verano, especialmente de marzo a junio. Durante este período, el clima es agradable y los campos de arroz alcanzan su máximo esplendor, ofreciendo vistas espectaculares de los paisajes kársticos y verdes campos.

### Accesibilidad
Tam Cốc Bích Động está ubicado a unos 7 km de la ciudad de Ninh Bình, y a aproximadamente 100 km al sur de Hanoi. Desde Hanoi, se puede llegar en coche o en autobús en unas 2 a 3 horas, mientras que desde Ninh Bình el trayecto toma alrededor de 20-30 minutos. El acceso es fácil, con opciones de transporte público y privado disponibles.

### Regulaciones y consejos
Los visitantes deben ser respetuosos con el entorno natural y las costumbres locales, evitando el ruido excesivo y la contaminación. Es recomendable no dejar basura en el área y seguir las indicaciones de los guías turísticos. Además, se sugiere vestir apropiadamente para visitar lugares sagrados y ser respetuoso con la cultura y las tradiciones de la comunidad local.

### Alojamiento
El complejo turístico Tam Cốc – Bích Động cuenta con un sistema de hoteles bastante bueno. Los hoteles se concentran principalmente en la zona del muelle de Tam Cốc, en el complejo turístico de Ninh Bình y a lo largo de la ruta que conecta Tam Cốc con Bích Động.